# 和平路街道 (包头市)
和平路街道是中华人民共和国内蒙古自治区包头市东河区下辖的一个街道办事处。

## 行政区划
和平路街道下辖以下村级行政区划单位：
环西社区、胜利社区、通顺社区和吉兴社区。